# ケリー・シャーリー
ケリー・シャーリー（Kellie Shirley、1983年7月11日 - ）は、イギリスの女優。

## 出演作品
- シックハウス（ジュールス）
- イーストエンダーズ（カーリー・ウィックス (Carly Wicks) ）